# Simulium obesum
Simulium obesum är en tvåvingeart som beskrevs av Maria Aparecida Vulcano 1959. Simulium obesum ingår i släktet Simulium och familjen knott. Inga underarter finns listade i Catalogue of Life.